# Mospicalanus schielae
Mospicalanus schielae is een eenoogkreeftjessoort uit de familie van de Spinocalanidae. De wetenschappelijke naam van de soort is voor het eerst geldig gepubliceerd in 1996 door Schulz.